# Francis Ogilvy-Grant (6e comte de Seafield)
Francis William Ogilvy-Grant, 6e comte de Seafield (6 mars 1778 - 30 juillet 1853) est un noble écossais, un député et est répertorié comme le 25e chef du Clan Grant.   

## Famille
Francis William Grant est le quatrième fils de James Grant (8e baronnet) et Jane Duff. En 1811, il épouse Mary Anne Dunn, fille de John Dunn, et ils ont cinq enfants. Après la mort de sa première femme (1840), il épouse Louisa Emma, fille de Robert George Maunsell, en 1843. En raison de l'incapacité mentale de son frère Lewis Alexander Grant (et de la mort antérieure de deux frères aînés) à partir de 1811, il gère les domaines familiaux de Grant et de ceux du Seafield jusqu'à ce qu'il devienne comte de Seafield à part entière en 1840. Lord Seafield est décédé en juillet 1853, à l'âge de 75 ans, et est enterré au mausolée de Duthil Old Parish Church and Churchyard, juste à l'extérieur du village de Duthil, Inverness-shire. Son troisième fils de son premier mariage, John Ogilvy-Grant (7e comte de Seafield) (en), lui succède  . 

## Carrière
Étant un fils cadet, il commence une carrière militaire à l'âge de 15 ans en 1793 en tant que lieutenant dans les Strathspey Fencibles. Après avoir passé du temps dans d'autres régiments, il est nommé lieutenant-colonel dans le Third Argyllshire Fencibles en 1799 et sert avec eux dans le cadre de la garnison de Gibraltar en 1800 et 1801. Il reçoit une commission de colonel à part entière dans l'armée britannique en 1809 de devient Lord Lieutenant d'Inverness. Pendant ce temps, le «colonel Grant», comme on l'appelait, entre au Parlement  . 
En 1802, le «colonel Grant» est élu à la Chambre des communes pour Elgin Burghs, siège qu'il occupe jusqu'en 1806, puis représente Inverness Burghs de 1806 à 1807, Elginshire de 1807 à 1832 et Elginshire et Nairnshire de 1832 à 1840. En 1840 il succède à son frère aîné comme sixième comte de Seafield et siège à la Chambre des lords en tant que représentant écossais de 1841 jusqu'à sa mort en 1853. Il siège donc au Parlement pour une période de 50 ans, votant contre le Reform Act de 1832. William Fraser rapporte: En politique, sa seigneurie était un conservateur, et pendant sa longue carrière publique, il a loyalement soutenu son parti. Il soutenait chaleureusement Robert Peel. 
Membre de l'Église d'Écosse, Francis William est un Ancien ordonné, siégeant au presbytère d'Abernethy, qu'il représente pendant de nombreuses années à l'Assemblée générale. 
Vivant principalement à Cullen House, son goût pour le paysage ornemental entraîne le remodelage de la maison, des terrains et de la ville voisine, ainsi que des améliorations dans d'autres villes de ses domaines . 
En 1826, à Duthil, Lord Seafield ordonne la reconstruction de l'église paroissiale et l'érection du mausolée de Seafield. 
En 1836, il donne accès à ses terres à des représentants de la Société foncière du Nouveau-Brunswick et de la Nouvelle-Écosse et estime qu'une partie de la population d'Urquhart pourrait utilement émigrer. .